# James Slatton
James „Jim“ Walter Slatton (* 30. Juli 1947 in Los Angeles) ist ein ehemaliger Wasserballtorwart aus den Vereinigten Staaten. Er gewann 1972 die olympische Bronzemedaille.

## Karriere
James Slatton studierte an der University of California, Los Angeles und war mit deren Sportteam, den UCLA Bruins 1966 und 1967 amerikanischer College-Meister. 1967 gehörte er zum erweiterten Kader der Nationalmannschaft für die Panamerikanischen Spiele, rückte aber letztlich nicht ins Aufgebot.
Danach kam Slatton erst 1972 wieder ins Nationalteam. Bei den Olympischen Spielen in München wechselte er sich im Tor mit Steven Barnett ab. Das US-Team gewann seine Vorrundengruppe vor den Jugoslawen. In der Finalrunde sicherte sich die Mannschaft aus der Sowjetunion die Goldmedaille vor den Ungarn, dahinter gewannen die Amerikaner die Bronzemedaille. 1973 gehörte Slatton zum Aufgebot der Vereinigten Staaten, das bei der ersten Weltmeisterschaft den fünften Platz belegte.
Nach seiner sportlichen Karriere war Slatton als Finanzanalyst tätig. 1999 wurde er in die USA Water Polo Hall of Fame aufgenommen.